# Geminos von Rhodos
Geminos von Rhodos (latinisiert Geminus) war ein antiker griechischer Astronom, Stoiker und Mathematiker.
Geminos war Schüler des Poseidonios. Er lebte um 70 v. Chr. in Rom und schrieb dort die Eisagoge eis ta phainomena („Einführung in die Phänomene“), eine für seine Zeit besondere Leistung auf astronomischem Gebiet.
Geminos nahm bereits an, dass die Fixsterne sich in verschiedenen Entfernungen von uns befinden. Möglicherweise stammt der Mechanismus von Antikythera aus Geminos von Rhodos' Hand. Von ihm stammt die erste Erwähnung eines Erdglobus: Er verwies auf Krates von Mallos, der einen Globus entworfen hatte.
Es gab des Weiteren ein mindestens sechsbändiges Werk zum mathematischen Denken. Das Werk ist nur aus Zitaten bekannt. Es gibt aber auch arabische Teilübersetzungen.
Der Mondkrater Geminus ist nach ihm benannt.

## Übersetzung
- James Evans: Geminos's introduction to the phenomena. Princeton University Press, Princeton 2006, ISBN 0-691-12339-X

## Ausgaben
- Gemini Elementa Astronomiae, Teubner 1898, Hrsg. Karl Heinrich August Manitius, Internet Archive
  - Nachdruck Geminu eisagōgē eis ta phainomena, Teubner 1974